# Mariam Ndagire
Mariam Ndagire (sinh ngày 16 tháng 5 năm 1971) là một nữ ca sĩ, nghệ sĩ giải trí, nữ diễn viên, nhà viết kịch, đạo diễn phim và nhà sản xuất phim người Uganda.

## Tuổi thơ
Bà sinh ra ở Kampala, Uganda với Sarah Nabbutto và Buganda Prince Kizito Ssegamwenge. Bà đã đi đến trường tiểu học Buganda Road, Kampala High School, và Trinity College Nabbingo. Bà đã học Cao học Marketing tại Trường Kinh doanh của trường Đại học Makerere Nakawa và cũng đạt được chứng chỉ từ Trường Âm nhạc và Kịch nghệ của trường Makerere.

## Sự nghiệp
Ndagire bắt đầu như là một nữ diễn viên sân khấu tại Kampala High School ở tuổi 15 và tiếp tục tham gia Black Pearls nổi tiếng của Omugave Ndugwa vào năm 1987, nơi bà đóng vai chính trong một số vở kịch cho đến năm 1993. Trong suốt thời gian bà ở trong nhóm mà bà co -Nói vở kịch đầu tiên của bà có tiêu đề "Engabo Y'addako" Sau đó Ndagire cùng với Kato Lubwama và Ahraf Simwogerere thành lập nhóm riêng của họ là Diamond 'Ensemble và họ đã viết nhiều vở kịch. Ndagire rất nhiệt tình giúp đỡ các tài năng trẻ tìm thấy chính mình trong nghệ thuật biểu diễn, đó là lý do tại sao bà ấy bắt đầu The Ugandan Music Next, một chương trình theo phong cách thần tượng của Mỹ.
Ndagire cũng bắt đầu tổ chức một hội thảo đào tạo mới cho các nhà làm phim tại trung tâm của cô, Trung tâm nghệ thuật biểu diễn và phim Mariam Ndagire, tổ chức các cuộc hội thảo phim cho các nhà làm phim hàng năm. Trong số những người tham gia đáng chú ý của hội thảo là Sarah Kisauzi Sentongo, một nữ diễn viên với Deception, bộ phim truyền hình NTV Uganda và nhà biên kịch Usama Mukwaya.